# Elena Markinez Llano
Elena Markínez Llano (Bilbao, 1960) és una periodista basca. Si bé la seva trajectòria professional s'ha realitzat a premsa, ràdio i televisió, ha estat en la ràdio on ha treballat durant més temps i també on ha collit els seus majors èxits.

## Trajectòria
Va començar el 1983, i partir de 1985 va col·laborar amb Iñaki Gabilondo al programa Hoy por hoy de la Cadena SER, com meteoròloga. Romandria en la cadena coordinant i presentant la informació meteorològica durant onze temporades fins a 1994. Paral·lelament, en la mateixa emissora va conduir l'espai nocturn Al vuelo (1991-1992) i el 1992 va substituir Concha García Campoy durant la seva baixa per maternitat, al capdavant del magazine A vivir que son dos días.
El 1994 va fitxar per la Cadena COPE, on va presentar Esto es vida i on va romandre fins a 1996. D'aquí va saltar a Onda Madrid, on va conduir la versió radiofònica del cèlebre programa Madrid directo (1997-1998). A Onda Cero, va realitzar els espais Una noche de estas (1998-1999), Un mundo sin barreras (1999-2005), programa amb vocacions solidària que advocava per la integració de les persones amb discapacitat i Quedamos a las nueve (2003). El 2006 va fitxar per l'emissora Punto Radio i des d'octubre d'aquest any és la responsable de La buena vida, espai de propostes per al temps d'oci.
En televisió, va debutar el 1984 al programa En paralelo, de TVE, dirigit per Luis Tomás Melgar i dirigit al públic juvenil. El 1987 va col·laborar amb Jesús Hermida a l'espai Por la mañana. Altres programes que ha presentat, van ser el concurs Adivina quién miente esta noche l'estiu de 1994 a TVE i l'espai sobre relats de terror Menudas historias (1997) a ETB.
Ha col·laborat amb diferents revistes femenines, com a Elle, Marie Claire i Woman, del Grupo Zeta, de la qual des de 2005 és delegada a Madrid. Ha arribat a dirigir la revista Dunia.

## Premis i reconeixements
- Antena de Oro (2000 i 2010) per la seva tasca radiofònica.
- Premis Periodístics d'UNICEF-Comitè Español (2001) al programa Un mundo sin barreras, pel reportatge "Niños de la calle en La Paz".